# Furuboda
Furuboda är ett fritidshusområde och en del av tätorten Nyehusen i Åhus distrikt i Kristianstads kommun i Skåne län, belägen vid Hanöbukten några kilometer söder om Yngsjö och Åhus och norr om Olseröd. I SCB:s statistik växte Furuboda ihop med Nyehusen 1995 och utgjorde fram till 2010 en småort benämnd Nyehusen och Furuboda. Sedan 2015 utgör Furuboda en del av tätorten Nyehusen..

## Strand och bad
Kuststräckan mellan Åhus och Kivik kallas för "ålakusten" eftersom ålfisket tidigare präglade fisket. Sträckan är indelad i åladrätter som gav rätt att fiska ål. Utmed kusten finns många ålabodar där man på höstarna arrangerar ålagillen.
De goda badmöjligheterna med en vacker gyllene sandstrand lockar många badsugna. I sanddynerna ligger många sommarstugor, varav en del utnyttjas även för permanentboende.

## Näringsliv
I Furuboda har Föreningen Furuboda sitt säte. Föreningen bedriver verksamheter som folkhögskola, arbetsmarknadsprojekt, konferenser och forskning/utveckling. Föreningen driver också  Furboda Assistans AB ett assistansbolag  som är ett dotterbolag till föreningen. Assistansverksamheten hade 2015 omkring 200 anställda och 2021 279 anställda. 2022 har Furuboda tillsammans 600–700 medarbetare. De flesta är anställda Furuboda Assistans. Överskottet i dotterbolaget och andra verksamheter tillgodogörs föreningen. Furuboda är en av Kristianstads kommuns största bolag sett till antal anställda. Under hela året bedrivs kurser i folkhögskolans regi. Verksamheten är öppen för alla och hela anläggningen är handikappanpassad. Ungefär hälften av folkhögskolans elever är funktionsnedsatta eller har förvärvade hjärnskador. Vid Furuboda finns en simhall som är öppen för allmänheten torsdagar och fredagar. Föreningen Furuboda arrangerar även konserter, valborgs- och midsommarfirande med mera.

## Externa länkar

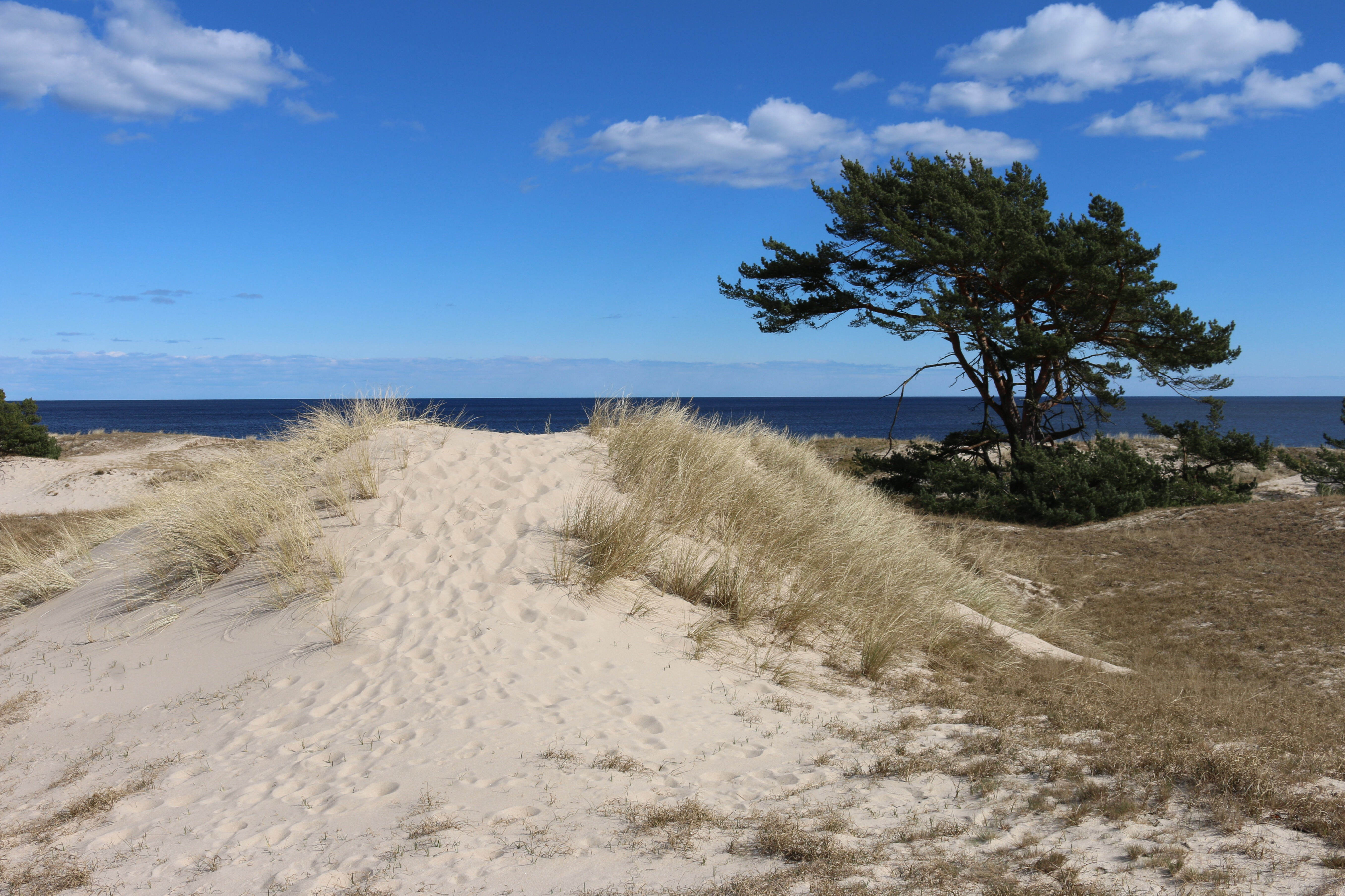
Sanddyn vid stranden i Furuboda